# Jaru (ort)
Jaru är en ort i Brasilien.   Den ligger i kommunen Jaru och delstaten Rondônia, i den centrala delen av landet, 1 700 km väster om huvudstaden Brasília. Jaru ligger 159 meter över havet och antalet invånare är 28 015.
Terrängen runt Jaru är platt. Det finns inga andra samhällen i närheten. 
Omgivningarna runt Jaru är huvudsakligen savann. Runt Jaru är det glesbefolkat, med 18 invånare per kvadratkilometer.